# Konstfack
Konstfack, o Universidad de Artes, Oficios y Diseño, es una escuela universitaria de educación superior en el área de arte, artesanía y diseño en Estocolmo, Suecia.

## Historia
Konstfack ha tenido varios nombres diferentes desde que fue fundada en 1844. Su fundador fue el etnólogo y artista Nils Månsson Mandelgren, y la universidad fue registrada como escuela de arte a tiempo parcial para artesanos, bajo el nombre de "Söndags-Rit-skola för Handtverkare" ("Escuela dominical de dibujo para artesanos"). La escuela pasó a manos de Svenska Slöjdföreningen (hoy conocida como Svensk form) al año siguiente y pasó a llamarse Svenska Slöjdföreningen skola.
En 1857, las dos primeras estudiantes femeninas (Sofi Granberg y Matilda Andersson) fueron aceptadas, y al año siguiente se invitó oficialmente a las estudiantes femeninas a postularse.
Se convirtió en escuela pública y pasó a llamarse Slöjdskolan i Stockholm (Escuela de Artesanía de Estocolmo) en 1859; y en el contexto de una profunda reorganización, donde la escuela se dividió en cuatro departamentos en 1879, en Tekniska skolan (La Escuela Técnica). A partir de 1945 se conoció como Konstfackskolan (La escuela de departamentos de arte), cuando la institución se dividió en departamentos dedicados a distintas disciplinas que permanecen en gran parte hoy en día: Textil, Arte Decorativo, Escultura, Cerámica, Mobiliario y Diseño de Interiores, Metal, Publicidad e Impresión. La escuela también obtuvo estatus oficial y tenía una escuela diurna de dos años y una escuela nocturna de artes y manualidades de tres años. A esto se sumó una escuela superior de Artes y Oficios de dos años y un instituto de profesores de arte de tres años. Se le otorgó el estatus de högskola ("colegio universitario") en 1978. A partir de 1993 se llamó Konstfack, la forma abreviada del nombre completo, anteriormente utilizado coloquialmente.
Situada durante mucho tiempo en Norrmalm, entre la Iglesia de Santa Clara y Hötorget, la escuela se trasladó en 1959 a un nuevo edificio en Valhallavägen con talleres bien equipados, diseñado por los arquitectos Gösta Åberg y Tage Hertzell. En 2004 se trasladó de nuevo a la antigua sede de LM Ericsson en la estación de metro Telefonplan, en el sur de Estocolmo. El interior de 20.300 metros cuadrados del antiguo edificio de la fábrica fue rediseñado por arquitectos como Gert Wingårdh.

## Educación

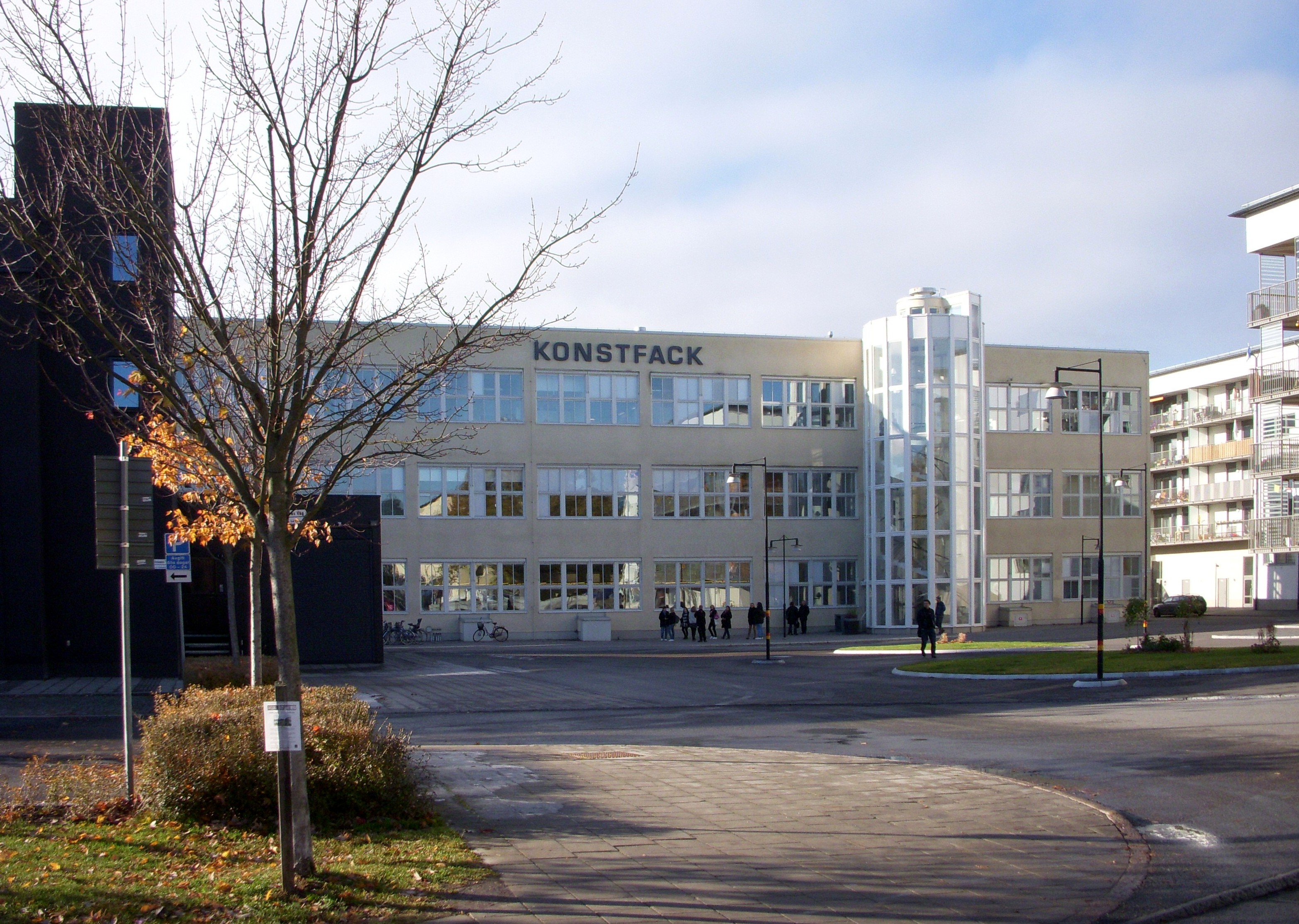
Konstfack en Telefonplan, Estocolmo, en 2010.

Siguiendo los estándares del proceso de Bolonia, Konstfack ofrece programas de licenciatura (3 años, 180 créditos ECTS, Licenciatura en Bellas Artes), y programas de máster (2 años, 120 créditos ECTS, Máster en Bellas Artes). También existen programas de Educación Artística (programas para profesores, 4,5 años y 5 años). La educación de Animación de 2 años existió entre 1996 y 2005; y estaba ubicado en Eksjö.
Hay siete programas de licenciatura:
- Cerámica y Vidrio
- Arte Fino
- Diseño Gráfico e Ilustración
- Diseño Industrial
- Arquitectura de Interiores y Diseño de Mobiliario
- Textiles
- Joyería y Corpus

El programa de pregrado se lleva a cabo en sueco.
Hay cinco programas de maestría:
- Artesanía (Departamento de Artesanía)
- Diseño (Dpto. de Diseño, Arquitectura de Interiores y Comunicaciones Visuales)
- Bellas Artes (Departamento de Bellas Artes)
- Comunicación Visual (Dpto. de Diseño, Arquitectura de Interiores y Comunicaciones Visuales)
- Cultura Visual y Aprendizaje

Uno de los objetivos de los programas de posgrado de dos años de Konstfack es atraer estudiantes tanto suecos como internacionales, y la educación se imparte principalmente en inglés.
También hay un programa de doctorado impartido en colaboración con el Real Instituto de Tecnología:
- Arte, Tecnología y Diseño

### Cursos profesionales
Konstfack ofrece cursos para profesionales, por ejemplo CuratorLab y Research Lab.

### Departamentos
Konstfack tiene cuatro departamentos:
- Artesanía
- Diseño, Arquitectura de Interiores y Comunicaciones Visuales
- Bellas Artes
- Departamento de Artes Visuales y Educación Sloyd

### Exámenes y exposición de primavera
El tercer año del programa de licenciatura y el segundo año de la maestría incluyen un proyecto de grado, diez semanas a nivel BFA y veinte a nivel MFA, que finaliza con un examen público y, si el estudiante aprueba el examen, una exposición para todos los estudiantes graduados: la Exposición de Primavera (Vårutställningen en sueco). La exposición anual suele tener lugar en Konstfack durante dos semanas de mayo, con alrededor de 150 estudiantes expositores y atrae a miles de visitantes.

## Exalumnos notables
Una selección de algunos antiguos alumnos distinguidos de los diferentes departamentos de Konstfack (grupos de arte o diseñadores a los que se hace referencia por sus nombres colectivos):
Bellas Artes:Hilma af Klint, Cecilia Edefalk, Ingela Ihrman, Stig Lindberg (diseñador textil y cerámico), Annika von Hausswolff, Carl Milles, Dorinel Marc, Johanna Billing, Maria Miesenberger, Miriam Bäckström, Caroline Schlyter, Karin Mamma Andersson .
Diseño Gráfico e Ilustración:Carl Johan De Geer (artista y diseñador), Lasse Åberg (cineasta), Brita Granström (artista e ilustradora), Lotta Kühlhorn, Lars Hall (publicidad), Oskar Korsár (artista e ilustrador), Tuulikki Pietilä (artista), RBG6 (movimiento gráfica), REALA, Stina Wirsén (ilustradora), Ana Biscaia, Tove Jansson (artista e ilustradora).
Arquitectura de Interiores y Diseño de Mobiliario:Claesson Koivisto Rune, Gunilla Allard, Jonas Bohlin, Mats Theselius, Stefan Borselius, Thomas Bernstrand, Greta Magnusson-Grossman.
Diseño Industrial:A & E Design, Katja Pettersson, Front (diseñadores artísticos), Veryday (anteriormente Ergonomidesign), No Picnic, Propeller, Transformator Design.
Cerámica y Vidrio:Bertil Vallien, Per B. Sundberg, Zandra Ahl, Christian Pontus Andersson (artista).
Educación Artística:Cecilia Torudd (caricaturista), Elsa Beskow (escritora e ilustradora de libros infantiles), Gert Z Nordström, Jockum Nordström (artista), Jan Stenmark (artista).
Textiles:Astrid Sampe, Hans Krondahl, Mah-Jong (creadores de la moda intelectual en los años 1960 y 1970); Susanne Pagold (periodista de moda), Helena Hernmarck.
Diseño en Metal: Vivianna Torun Bülow-Hübe, Sylvia Stave, Gunnar Cyrén